# صهيب عز الدين
صهيب عز الدين حميدة (مواليد 26 يوليو 1992 في السعودية لاعب كرة قدم سوداني يجيد اللعب في خط الوسط يلعب حالياً في نادي الهلال .

## مسيرة اللاعب
لعب صهيب عز الدين في نادي الهلال و أعير مطلع عام 2017 إلى نادي الفيحاء السعودي وأعير إلى نادي المجزل السعودي مطلع عام 2020 .